# Dia de la Consciència Negra
El Dia Nacional de la Consciència Negra (oficialment, Dia Nacional de Zumbi e da Consciência Negra) se celebra, al Brasil, el 20 de novembre. La data havia sigut un festiu a diversos estats i municipis del país, però des del 2024 té consideració de festiu nacional. La jornada és dedicada a la reflexió sobre la inserció de les persones negres en la societat brasilera.
La data fou triada per coincidir amb el dia de la mort de Zumbi dos Palmares, el 1695. El Dia de la Consciència Negra remet a la resistència de les persones negres contra l'esclavitud de manera general, des del primer transport d'africans a la terra brasilera (1549). Algunes entitats, com el Moviment Negre Unificat (que fou fonamental en la recuperació d'aquest dia als anys setanta i és una de les principal organitzacions pels drets dels afrobrasilers), organitzen xerrades i esdeveniments educatius, dirigits sobretot a la jovenalla negra i mulata (pardos). La institució tempta evitar el desenvolupament de l'autoprejudici, és a dir, de la inferiorització social.